# Mentors (série télévisée)
Mentors est une série télévisée jeunesse canadienne de fantasy et science-fiction en 52 épisodes de 25 minutes et diffusée entre le 12 juin 1998 et le 2 avril 2002 sur la chaîne de télévision Family Channel.
La série a été diffusée en France sur Ma planète, sur Discovery Kids aux États-Unis et en Amérique latine. Il a également été diffusé au Japon sur la NHK TV où il a été doublé en japonais. En 2017, la première saison a commencé à être diffusée gratuitement dans le monde entier sur la chaîne YouTube Encore+ du Fonds des médias du Canada jusqu'à sa fermeture en 2022.

## Synopsis
La série suit les aventures d'Oliver Cates, un jeune génie de 15 ans, qui utilise son ordinateur pour ramener des personnages historiques célèbres tels qu'Albert Einstein, Alexander Graham Bell et Jeanne d'Arc du passé au présent pendant 36 heures. Lui et son ami Dee Sampson utilisent souvent cet appareil pour faire face aux défis liés à l'adolescence et pour en apprendre davantage sur l'histoire. Finalement, Oliver confie la machine à ses deux cousins Simon et Crystal, qui mettent en avant des personnalités telles que Confucius, Anaïs Nin et Vlad l'Empaleur.

## Distribution
- Chad Krowchuk : Oliver Cates
- Sarah Lind : Dee Sampson
- Belinda Metz (en) : Anne Cates
- Shaun Johnston : Roy Cates
- Stevie Mitchell : Simon Cates
- Samantha Krutzfeldt : Crystal Cates

## Aperçu de la série
| Saison | Saison | Épisodes | Diffusé à l'origine   | Diffusé à l'origine |
| Saison | Saison | Épisodes | Première de la saison | Saison finale       |
| ------ | ------ | -------- | --------------------- | ------------------- |
|        | 1      | 13       | 12 juin 1998          | 26 mars 1999        |
|        | 2      | 13       | 18 août 2000          | 10 novembre 2000    |
|        | 3      | 13       | 8 mai 2001            | 28 mai 2001         |
|        | 4      | 13       | 15 mars 2002          | 2 avril 2002        |